# Сальвадор Лурія
Сальвадор Едвард Лурія (англ. Salvador Edward Luria, італ. Salvatore Luria; 13 серпня 1912, Турин — 6 лютого 1991, Лексингтон) — американський мікробіолог, вірусолог італійського походження, лауреат Нобелівської премії з фізіології і медицини в 1969 році (спільно з Максом Дельбрюком і Алфредо Херші) «за відкриття, що стосуються механізму реплікації і генетичної структури вірусів».

## Біографія
Сальвадор Едвард Лурія був американським вірусологом, хіміком, мікробіологом. Він народився 13 серпня 1912 р. В Італії, а саме в Турині в сефардській єврейській родині Давида Лурія (нащадок старовинної сім'ї сефардів) і Естер Сачердоте. Він вивчав медицину в Туринському університеті у Джузеппе Леві, спеціалізувався на радіології. Закінчив у 1935 р. Пізніше служив в італійській армії медичним працівником.
В 1937 році, переїхавши до Риму, щоб закінчити спеціалізацію з радіології, був прийнятий на посаду асистента в групі Енріко Фермі з Інституту фізики Римського університету. Саме там він познайомився з Франко Расетті, який викликав інтерес Лурії до радіогенних робіт у мух і, зокрема, до роботи про концепцію гена Макса Дельбрюка. Також у Римі він познайомився з мікробіологом Гео Рітою, який познайомив його з темою вірусів бактеріофагів. Однак його час у Римі тривав недовго через фашистські рухи в 1938 році, і через його єврейську релігію йому довелося покинути країну. Він зміг переїхати і на деякий час залишитися в Парижі, де влаштувався на роботу в Інститут Кюрі, продовжуючи зацікавлення та дослідження з бактеріофагами. Під час перебування в Парижі події війни у Другій світовій війні знову затримали його, коли німці наблизилися до Франції, тому Лурії довелося покинути Париж, подорожуючи до Марселя, де він отримав американську візу.
З 1938 по 1940 р. — науковий співробітник Інституту радіуму в Парижі.
У вересні 1940 р. сів на корабель, який доставив його до Нью-Йорка. Саме в цей час він зміг налагодити контакт з Дельбрюком, і після їх першої зустрічі вони вирішили налагодити співпрацю, яка триватиме більше десятиліття, зосереджуючи свої дослідження на мутаціях та бактеріофагах.
1940—1942 рр. — науковий співробітник хірургічної бактеріології Колумбійського університету.
У 1943 р. Сальвадор Лурій і Дельбрюк разом визначили, що генетична мутація відповідає за стійкість бактерій.
У тому ж році Лурій отримав посаду в університеті Індіани в Блумінгтоні, де викладав бактеріологію і розпочав курс вірусології. Саме в цьому місці він познайомився зі своєю майбутньою дружиною Зеллою Гурвіц, з якою у нього був син на ім'я Даніель, який народився в 1948 році. Його дружина Зелла Гурвіц Лурія, доктор філософії, професор психології Університету Туфтса.
У 1950 році він перейшов до Іллінойського університету в Урбані, а через дев'ять років поступив на кафедру біології Массачусетського технологічного інституту (MIT). Багато років він мав адміністративні обов'язки в MIT на посаді першого директора Центру досліджень раку.
Його найважливіші внески були розроблені до «року ДНК» (1953). У цей період він продовжував зосереджуватися на вивченні бактеріофагів, а також видів мутацій у цих та бактерій. Його первинна співпраця з Дельбрюком заклала фундамент дослідницького руху, орієнтованого на бактеріофаги, руху, що вийшов за рамки очікувань, залучаючи вчених з різних областей.
У 1953 р. він опублікував підручник «Загальна вірусологія», де наголосив на бактеріофагах як моделі дослідження.
Протягом 1963—1964 років він знову працював у Парижі, на цей раз в Інституті Пастера. Він був редактором, членом редколегії таких журналів: «Журнал бактеріології, вірусології, експериментальних клітинних досліджень», «Журнал молекулярної біології, фотохімії та фотобіології», «Американський натураліст», журнал «Національна академія наук», «Огляд генетики».
У 1969 році він був удостоєний Нобелівської премії з фізіології або медицини, яку було розділено з Дельбрюком та Альфредом Дей Гершеєм за його відкриття щодо механізму реплікації вірусу та його генетичної структури.
Помер 3 лютого 1991 р. У віці 78 років в Лексінгтоні, штат Массачусетс, від серцевого нападу.

## Нагороди
Професора Лурію відзначили такими нагородами:
• 1935 р., Лепетитська премія;
• 1965 р., Премія Ленгі, Accademia dei Lincei;
• 1969 р. премія Луїзи Гросс Хорвіц, Колумбійський університет.
• Ґрант Гуггенгайма
• Національна книжкова премія
• 1991 р. Національна наукова медаль США
Професор Лурія — член Національної академії наук, Американської академії мистецтв і наук, Американського філософського товариства, Американської академії мікробіології, Американського товариства мікробіології (президент, 1967—1968), Американського товариства біологічних хіміків, Товариства загальної мікробіології, Генетичне товариство, Американські натуралісти.